# Damoklův meč

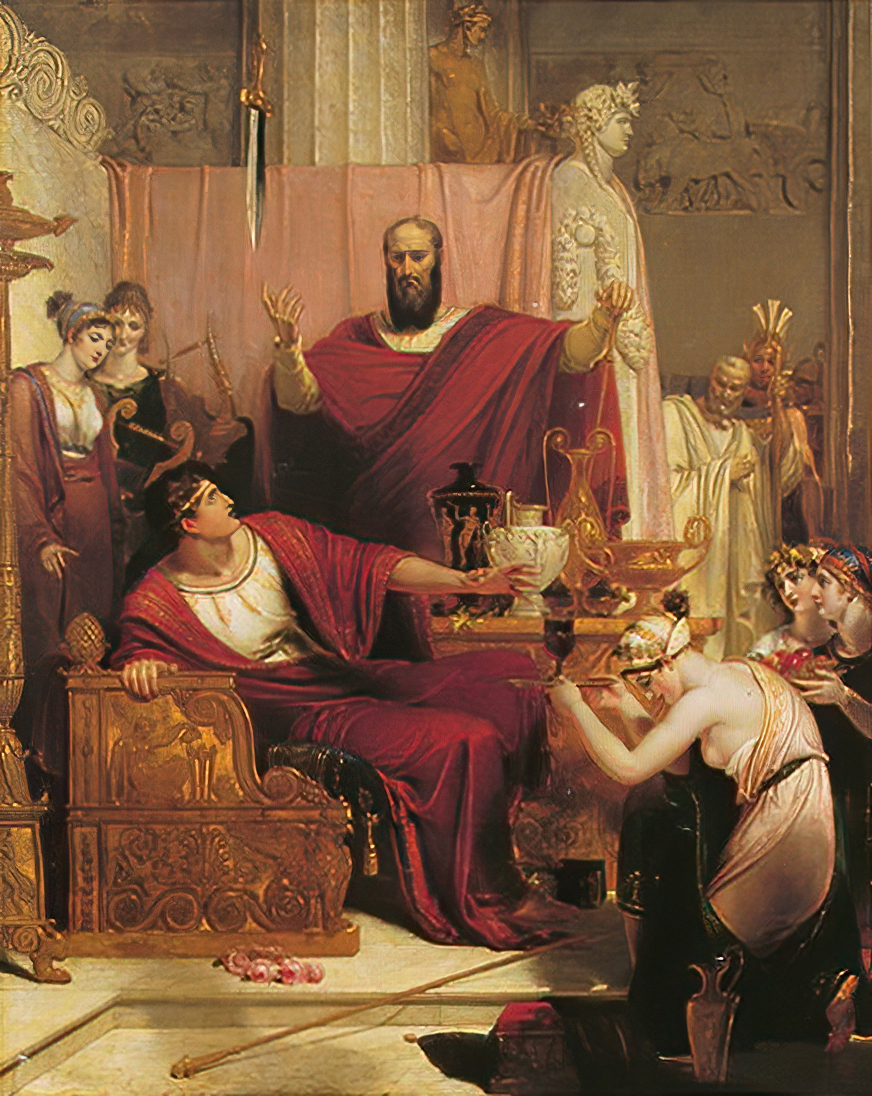
Richard Westall: Damoklův meč, 1812

Damoklův meč je ustálené slovní spojení, které vešlo do slovníku jako rčení, přirovnání, bajky. Užívá se pro vyjádření situace, kdy člověk nemá být klidný či lhostejný, když ho čeká něco, na čem záleží – a co nemusí skončit jen dobře. Vyjadřuje také stav nebezpečím ohroženého štěstí.

## Vznik legendy
Syrakuský vojevůdce Dionýsios I. (4. století př. n. l.) byl označován za despotu a krutovládce, který se opíral zejména o žoldnéřskou armádu a který žil v přepychu, ale i věčném strachu, že bude potrestán, pokud se utlačovaní vzbouří. Obklopen osobní stráží žil jako ve vězení.
Když mu jeho dvořan Damoklés říkal, že jistě nikdo není šťastnější než sám vládce, odvětil mu Dionýsos: „Chceš ochutnat mé štěstí?“ Obklopen skvosty a lahůdkami potom Damoklés užíval štěstí. Uprostřed hostiny a blaženosti dal vládce spustit od stropu na tenké koňské žíni ostrý meč, mířící na hlavu Damokla. Ten, když při pohledu vzhůru uviděl visící hrozbu, už pro strach neviděl krásu, bohatství ani hojnost – a vzdal se svého místa a povýšení.